# Cúp quốc gia Scotland 1902–03
 Cúp quốc gia Scotland 1902–03 là mùa giải thứ 30 của giải đấu bóng đá loại trực tiếp uy tín nhất Scotland. Chức vô địch thuộc về Rangers khi đánh bại Heart of Midlothian 2-0 trong trận Chung kết sau hai trận đá lại.

## Lịch thi đấu
| Vòng      | Ngày thi đấu đầu tiên | Số trận đấu | Số đội tham gia |
| --------- | --------------------- | ----------- | --------------- |
| Vòng Một  | 24 tháng 1 năm 1903   | 16          | 32 → 16         |
| Vòng Hai  | 31 tháng 1 năm 1903   | 8           | 16 → 80         |
| Tứ kết    | 21 tháng 2 năm 1903   | 4           | 8 → 4           |
| Bán kết   | 28 tháng 2 năm 1903   | 2           | 4 → 2           |
| Chung kết | 11 tháng 4 năm 1903   | 1           | 2 → 1           |

## Vòng Một
| Đội nhà             | Tỉ số  | Đội khách             |
| ------------------- | ------ | --------------------- |
| Abercorn            | 2 – 2  | Douglas Wanderers     |
| Arbroath            | 1 – 3  | Kilmarnock            |
| Ayr                 | 2 – 0  | Camelon               |
| Celtic              | 0 – 0  | St Mirren             |
| Clyde               | 1 – 2  | Heart of Midlothian   |
| Dundee              | Thắng  | Barholm Rovers        |
| Hamilton Academical | 5 – 0  | Airdrieonians         |
| Hibernian           | 7 – 0  | Greenock Morton       |
| Leith Athletic      | 4 – 1  | Broxburn United       |
| Nithsdale Wanderers | 1 – 0  | Orion                 |
| Queen's Park        | 1 – 2  | Motherwell            |
| Rangers             | 7 – 0  | Auchterarder Thistle  |
| St Bernard's        | 1 – 2  | Port Glasgow Athletic |
| Stenhousemuir       | 2 – 1  | Inverness Caledonian  |
| St Johnstone        | 1 – 10 | Third Lanark          |
| Vale of Leven       | 0 – 4  | Partick Thistle       |

### Đá lại
| Đội nhà           | Tỉ số | Đội khách |
| ----------------- | ----- | --------- |
| Douglas Wanderers | 3 – 1 | Abercorn  |
| St Mirren         | 1 – 1 | Celtic    |

### Đá lại lần 2
| Đội nhà | Tỉ số | Đội khách |
| ------- | ----- | --------- |
| Celtic* | 1 – 0 | St Mirren |

- Trận đấu bị hủy bỏ

### Đá lại lần 3
| Đội nhà | Tỉ số | Đội khách |
| ------- | ----- | --------- |
| Celtic  | 4 – 0 | St Mirren |

## Vòng Hai
| Đội nhà             | Tỉ số | Đội khách             |
| ------------------- | ----- | --------------------- |
| Ayr                 | 2 –4  | Heart of Midlothian   |
| Celtic              | 2 – 0 | Port Glasgow Athletic |
| Dundee              | 7 – 0 | Nithsdale Wanderers   |
| Hamilton Academical | 2 – 2 | Third Lanark          |
| Hibernian           | 4 – 1 | Leith Athletic        |
| Motherwell          | 0 – 2 | Partick Thistle       |
| Rangers             | 4 – 0 | Kilmarnock            |
| Stenhousemuir       | 0 – 1 | Douglas Wanderers *   |

- Trận đấu bị hủy bỏ

### Đá lại
| Đội nhà       | Tỉ số | Đội khách             |
| ------------- | ----- | --------------------- |
| Stenhousemuir | 6 – 1 | Douglas Wanderers     |
| Third Lanark  | 2 – 0 | Hamilton Academical * |

- Trận đấu bị hủy bỏ

### Đá lại lần 2
| Đội nhà      | Tỉ số | Đội khách           |
| ------------ | ----- | ------------------- |
| Third Lanark | 3 – 1 | Hamilton Academical |

## Tứ kết
| Đội nhà             | Tỉ số | Đội khách       |
| ------------------- | ----- | --------------- |
| Celtic              | 0 – 3 | Rangers         |
| Dundee              | 0 – 0 | Hibernian       |
| Heart of Midlothian | 2 – 1 | Third Lanark    |
| Stenhousemuir       | 3 – 0 | Partick Thistle |

### Đá lại
| Đội nhà   | Tỉ số | Đội khách |
| --------- | ----- | --------- |
| Hibernian | 0 – 0 | Dundee    |

### Đá lại lần 2
| Đội nhà | Tỉ số | Đội khách |
| ------- | ----- | --------- |
| Dundee  | 1 – 0 | Hibernian |

## Bán kết
| Đội nhà       | Tỉ số | Đội khách           |
| ------------- | ----- | ------------------- |
| Dundee        | 0 – 0 | Heart of Midlothian |
| Stenhousemuir | 1 – 4 | Rangers             |

### Đá lại
| Đội nhà             | Tỉ số | Đội khách |
| ------------------- | ----- | --------- |
| Heart of Midlothian | 1 – 0 | Dundee    |

## Chung kết
| Rangers | 1 – 1 | Heart of Midlothian |
| ------- | ----- | ------------------- |
|         |       |                     |

### Đá lại
| Rangers | 0 – 0 | Heart of Midlothian |
| ------- | ----- | ------------------- |
|         |       |                     |

### Đá lại lần 2
| Rangers | 2 – 0 | Heart of Midlothian |
| ------- | ----- | ------------------- |
|         |       |                     |